# 타이난역 (고속철도)
타이난역(중국어 정체자: 臺南車站, 간체자: 台南车站, 병음: Táinanchēzhàn)은 중화민국 타이난시에 있는 철도역이다.

## 이용 가능한 노선
- 타이완 고속철도

## 역세권 정보
- 국립교통대학

## 역사
- 2007년 3월 2일 대만고속철도 정식 개업.

## 같이 보기
- 대만 고속철도
- 타이난시